# Rejon oleszkowski
Rejon oleszkowski – jednostka administracyjna Ukrainy, w składzie obwodu chersońskiego. Siedzibą władz są Oleszki.